# Orchha
Orchha (o Orachha) è una suddivisione dell'India, classificata come nagar panchayat, di 8.499 abitanti, situata nel distretto di Tikamgarh, nello stato federato del Madhya Pradesh. In base al numero di abitanti la città rientra nella classe V (da 5.000 a 9.999 persone).

## Geografia fisica
La città è situata a 25° 22' 04 N e 78° 37' 58 E.

## Società

### Evoluzione demografica
Al censimento del 2001 la popolazione di Orchha assommava a 8.499 persone, delle quali 4.507 maschi e 3.992 femmine. I bambini di età inferiore o uguale ai sei anni assommavano a 1.498, dei quali 778 maschi e 720 femmine. Infine, coloro che erano in grado di saper almeno leggere e scrivere erano 4.558, dei quali 2.885 maschi e 1.673 femmine.